# Habronyx aclerivorus
Habronyx aclerivorus là một loài tò vò trong họ Ichneumonidae.